# Михайлоанненский сельсовет
Михайлоа́нненский сельсовет — муниципальное образование со статусом сельского поселения в Советском районе Курской области Российской Федерации.
Административный центр — деревня Кирилловка.

## История
Статус и границы сельсовета установлены Законом Курской области от 21 октября 2004 года № 48-ЗКО «О муниципальных образованиях Курской области».

## Население
| 2002 | 2010 | 2012 | 2013 | 2014 | 2015 | 2016 |
| ---- | ---- | ---- | ---- | ---- | ---- | ---- |
| 1086 | ↘813 | ↘793 | ↘777 | ↘768 | ↘754 | ↘744 |
| 2017 | 2018 | 2019 | 2020 | 2021 |      |      |
| ↘708 | ↘699 | ↘672 | ↘655 | ↘605 |      |      |

## Состав сельского поселения
| № | Населённый пункт             | Тип населённого пункта          | Население |
| - | ---------------------------- | ------------------------------- | --------- |
| 1 | 1-е Михайлоанненские Выселки | деревня                         | ↘101      |
| 2 | 2-е Михайлоанненские Выселки | деревня                         | ↗16       |
| 3 | Александровка                | деревня                         | ↘18       |
| 4 | Кирилловка                   | деревня, административный центр | ↘204      |
| 5 | Михайлоанненка               | деревня                         | ↘221      |
| 6 | Платавец                     | деревня                         | ↘15       |
| 7 | Садовый                      | посёлок                         | ↘238      |